# Roque Cordero
Roque Cordero (* 16. August 1917 in Panama-Stadt; † 27. Dezember 2008 in Dayton, Ohio, USA) war ein panamaischer Komponist.

## Leben und Wirken
Cordero studierte bei Máximo Arrates Boza, Pedro Rebolledo, Herbert de Castro und Myron Schaeffer und ging dann in die USA, wo er zunächst Schüler von Ernst Krenek, dann von Dimitri Mitropoulos, Stanley Chapple und Leon Barzin wurde. Seit 1938 leitete er das neu gegründete Sinfonieorchester von Panama. Von 1950 bis 1966 war er Professor für Komposition am Instituto Nacional de Música. Ab 1969 unterrichtete er Komposition am lateinamerikanischen Musikzentrum der Indiana University. Seit 1970 war er musikalischer Berater der Southern Music Publishing Company.
Er komponierte neben anderem drei Sinfonien, ein Rhapsodie, ein Klavier- und ein Violinkonzert, eine Ballettmusik, kammermusikalische Werke, Klavierwerke und Chorstücke.
| Personendaten    | Personendaten          |
| ---------------- | ---------------------- |
| NAME             | Cordero, Roque         |
| KURZBESCHREIBUNG | panamaischer Komponist |
| GEBURTSDATUM     | 16. August 1917        |
| GEBURTSORT       | Panama-Stadt           |
| STERBEDATUM      | 27. Dezember 2008      |
| STERBEORT        | Dayton, Ohio, USA      |